# Cantone di Le Pellerin
Il Cantone di Le Pellerin era una divisione amministrativa dell'arrondissement di Nantes.
È stato soppresso a seguito della riforma complessiva dei cantoni del 2014, che è entrata in vigore con le elezioni dipartimentali del 2015.
Comprendeva i comuni di:
- Cheix-en-Retz
- La Montagne
- Le Pellerin
- Port-Saint-Père
- Rouans
- Sainte-Pazanne
- Saint-Jean-de-Boiseau
- Vue